# 西麗塔·萊特
西麗塔·萊特（英語：Syreeta Wright；1946年2月28日—2004年7月6日），原名麗塔·萊特（英語：Rita Wright）， 以 西麗塔（英語：Syreeta）為人所知，是一位美國創作歌手，以其20世紀70年代初至80年代初至80年代初的音樂而聞名。萊特的職業生涯巔峰是跟她的前夫史蒂維·旺德和音樂藝術家比利·普雷斯頓合作創作的歌曲。

## 生平

### 早年生活及事業
萊特擁有非裔美國人血統，1946年出生於美國賓州匹茲堡，四歲開始唱歌。她的父親洛迪安·賴特參加了朝鮮戰爭並陣亡。萊特和她的妹妹金由她們的母親埃西和祖母撫養長大。萊特一家在底特律和南卡羅來納州之間來回搬家，最後在萊特上高中時定居在底特律。由於經濟問題，因此萊特無法從事芭蕾舞事業，她將注意力集中在音樂事業上，加入了幾個歌唱團體，直到 1965年在摩城唱片公司找到了一份接待員的工作。一年之內，她就成為了米奇·史蒂文森的秘書，就像之前的瑪莎·里夫斯一樣。
一年後，Holland–Dozier–Holland歌曲創作團隊的小愛德華·霍蘭注意到了萊特的歌聲，並決定讓她嘗試演唱至上女声组合的歌曲樣帶。然而，當時作曲家阿什福德和辛普森團隊已經加入了摩城唱片公司，他們的歌曲最初是由知名製作人監督創作的。愛德華的兄弟、作曲家兼製作人Brian Holland與這對夫婦共同創作了《I Can't Give Back the Song I Feel for You》，並與Lamont Dozier一起為西麗塔·萊特製作了這首歌。布萊恩覺得 Syreeta這個名字很難發音，而麗塔·萊特會是一個很好的藝名，因此萊特的首支個人單曲於1968年1月以這個名字發行，另一首歌曲是《Something On My Mind》。雖然人們常說這首歌最初是為至上女聲組合 (當時被稱為“戴安娜·羅斯與至上女聲組合”) 創作，但是摩城唱片的錄音記錄顯示這首歌的伴奏此前並未為任何其他人錄製過。後來，戴安娜·羅斯重新錄製了這首歌，收錄於她於1971年發行的個人專輯《Surrender》中。
萊特也為Supremes的熱門歌曲《Love Child》和羅斯版本的《Something On My Mind》演唱了試唱版，後者發行於她的同名首張專輯。當戴安娜·羅斯於1970年初離開至上女聲組合時，摩城唱片老闆貝瑞·戈迪曾考慮用賴特取代她，但最終將這個位置給了簡·特雷爾。據多方消息稱，戈迪隨後改變主意，試圖用萊特取代特雷爾，但這一決定遭到了成員瑪麗·威爾遜的否決，因為媒體和羅斯領導的樂隊最後一次演出中已經正式宣布特雷爾為新主唱。
萊特也為至上女聲組合和瑪莎與范德拉斯合唱團的唱片演唱背景音樂，尤其是演唱了該組合的熱門單曲《I Can't Dance to That Music You're Playing》的副歌。萊特於1968年遇到了同廠牌藝人史蒂維·旺德，兩人於次年開始約會。在旺德的建議下，萊特成為了詞曲作者。他們的首次合作歌曲《It's a Shame》由紡紗廠合唱團於1969年錄製。摩城唱片公司直到1970年7月才發行該歌曲。這首歌在告示牌百大單曲榜上排名第14位。萊特也開始為旺德演唱背景音樂，最著名的作品是與旺德共同創作的熱門歌曲《Signed, Sealed, Delivered (I'm Yours)》。1970年9月14日，經過一年的戀愛，24歲的萊特和20歲的旺德在底特律結婚。隨後，這對夫婦為旺德的專輯《Where I'm Coming From》創作並編排了歌曲， 專輯於1971年春天發行，令Berry Gordy非常懊惱。旺德和萊特共同創作的歌曲《If You Really Love Me》（萊特也在歌曲中擔任背景和聲）當年在美國排名第八。1971年，這對夫婦搬到了紐約市。

### 個人事業
在與旺德一同製作專輯期間，萊特決定重返自己的歌唱事業。摩城唱片公司將這位歌手從摩城唱片公司的戈迪唱片公司（發行了《我無法回報對你的愛》）調到了摩城唱片公司位於洛杉磯的子公司MoWest。旺德和萊特的婚姻出現問題，並於1972年夏季離婚，結束了他們18個月的婚姻。離婚後，旺德監督了萊特的第一張個人專輯《Syreeta》（於1972年6月20日發行），其中包括她翻唱旺達的《Music of My Mind》中的《I Love Every Little Thing About You》、Smokey Robinson的經典歌曲《What Love Has Joined Together》和披頭四樂隊的《She's Leaving Home》，其中旺達和萊特都透過披頭四樂隊演唱了背景音樂。雖然MoWest於1972年冬季末期發行了《我愛你的每一件小事》，但是未能上榜。身為最好朋友，萊特在接下來的二十年裡繼續為旺德提供背景和聲和作曲。
1974年，萊特再次受到重新任命；這次任命是受僱於美國摩城唱片公司，並於同年6月發行了她的第二張專輯，名為《Stevie Wonder Presents: Syreeta》。繼美妮·麗柏頓的《Perfect Angel》（Wonder 也是其製作人）大獲成功之後，旺德想將萊特打造成與麗柏頓一樣性感的歌手。封面也非常相似。麗柏頓為專輯添加了背景人聲，主要是在專輯曲目《Heavy Day》的結尾。這張專輯收錄了英國單曲《I'm Goin' Left》（由艾力·卡立頓和傑瑞·巴特勒翻唱）、《Spinnin' and Spinnin'》以及帶有雷鬼風格的《Your Kiss Is Sweet》，這首歌進入英國排行榜前40名，並於1975年達到第12名。這張專輯也收錄了一首與前Spinners 樂團成員G. C. Cameron合唱歌曲。
萊特的第三張專輯《One to One》主要由Leon Ware製作，他同時也是馬文·蓋伊和麗柏頓的製作人，製作歷時兩年。這張專輯收錄了旺德唯一製作的歌曲《Harmour Love》，這首歌後來在2005年的電影《Junebug》中出現並獲得了一定的成功。在此期間，萊特也為美國爵士薩克斯風手Gary Bartz的兩張專輯《Juju Man》（1976年）和《Music Is My Sanctuary》（1977年）獻聲。 1977年，她再次與G.C.合作。卡麥隆在二重唱專輯《Rich Love, Poor Love》中。
萊特的下一張作品源於與比利·普雷斯頓的一次偶然相遇，後者於1979年初與摩城唱片公司簽約。摩城唱片公司安排兩人合作為電影《Fast Break》創作一首流行民謠。萊特和普雷斯頓為這部電影提供了配樂，他們首次合作的《有了你，我重生了》成為了一首國際熱門歌曲，在1980年初達到美國排名第四、英國排名第二。雖這首歌的成功使得摩城唱片公司與萊特續簽了原定於當年到期的合約，但是雙方都不願重新談判。萊特和普雷斯頓一直合作到20世紀80年代初，包括 1981年的二重唱專輯《Billy Preston & Syreeta》。1975年10月11日，萊特還在比利·普雷斯頓出演的《週六夜現場》首播節目中演唱過歌曲。
在此期間，萊特仍然與旺德合作，擔任旺德1979年專輯《植物的秘密生活之旅》中歌曲《Come Back as a Flower》的主唱，並在1980年與旺德一起演唱了歌曲《As If You Read My Mind》，該歌曲收錄於七月於旺德的專輯《比七月更熱》中。萊特繼續擔任背景和聲，直到旺德1995年的專輯《Conversation Peace》。
1980 年代，Right 繼續為 Motown 唱片公司錄製唱片，並於 1980 年發行了第二張同名專輯 同名專輯，以及1981年末以 funk/boogie 為主導的《Set My Love in Motion》。這張專輯收錄了R&B小眾熱門歌曲《Quick Slick》，該曲於1982年初在R&B排行榜上名列第41位。在同一時期，她為加拿大恐怖片《祝我生日快樂 (電影)》演唱了主題曲，該片因主演《草原小屋 (電視連續劇)》的梅麗莎·蘇·安德森而聞名。萊特隨後於1983年發行了由傑梅因·傑克森製作的《咒語》，兩年後，在與 Smokey Robinson 合作為 Berry Gordy 的《The Last Dragon》錄製配樂後，她離開了摩城唱片公司。她曾為Motorcity Records錄製過一些唱片，之後於1990年代中期徹底退出演藝圈，並帶著四個孩子定居在洛杉磯。1993年，她加入了全國巡迴演出的《耶穌基督超級巨星》劇組，在劇中扮演抹大拉的瑪利亞一角，與她一起出演的還有原版電影明星泰德·尼利和卡爾·安德森。她一直留在劇組直到1995年。1997年，她作為嘉賓在英國靈魂歌手 Omar的專輯《這不是一首情歌》中演唱了二重唱作品《搖籃曲》。

## 個人生活及逝世
萊特結過三次婚，育有四個孩子。她的第一次婚姻與她的長期合作夥伴史蒂維·旺德持續了18個月，從1970年9月持續到1972年。1975年，賴特與貝斯手小柯蒂斯·羅伯遜]結婚Template:Deprecated source，她與丈夫育有兩個孩子，賈馬爾·羅伯遜（1976年出生）和霍達裡·羅伯遜（1979年出生）。萊特和羅伯遜於1982年離婚。
1970年代中期，萊特曾短暫居住在衣索比亞，在那裡擔任超覺靜坐技巧老師。她最終定居在洛杉磯，並在那裡度過了餘生。
萊特於2004年死於充血心臟衰竭，這是她因治療乳腺癌和骨癌而接受化療和放射療法的副作用。 她的遺體被埋葬在英格爾伍德公園公墓。